# Marcel Peeper
Marcel Peeper (Amsterdam, 9 settembre 1965) è un ex calciatore olandese, di ruolo centrocampista.